# Cook-szoros
A Cook-szoros Új-Zéland Északi-szigete és Déli-szigete között fekszik. Északnyugatról délkelet felé haladva a Tasman-tengert köti össze a Csendes-óceán déli részével. A szoros partján helyezkedik el az ország fővárosa, Wellington. Legkeskenyebb részén 22 kilométer széles. A világ egyik legveszélyesebb hajózó vizének tartják.
A szorost James Cookról, első európai felfedezőjéről nevezték el, aki 1770-ben hajózott erre. Maori nyelven neve Raukawa vagy Raukawa Moana.

## Földrajzi helyzete
A szoros fő iránya északnyugat-délkelet, a Déli-sziget fekszik a nyugati oldalán, az Északi-sziget partja a keleti oldalon. Legkeskenyebb, 22 kilométeres szűkülete az Északi-szigeten fekvő Terawhiti-fok és a Déli-szigethez tartozó Arapaoa-szigeten lévő Perano Head között van. A Perano Head a Déli-szigeten északabbra van, mint az északi-szigeti Terawhiti-fok. Jó időben tisztán látni a szoros szemközti partját.
A tengerszoros nyugati oldala a Déli-sziget partján mintegy 30 kilométeren át halad a Marlborough Sounds szigetei és öböl-bejáratai mentén a Cloudy-öbölig. A keleti, azaz az Északi-sziget mentén húzódó part 40 kilométeren át halad a Palliser-öböl mentén, elhalad a wellingtoni kikötő bejárata előtt, majd további 15 kilométert tesz meg a Makara-partig.
A szoros nyugati oldalán, az Arapaoa-sziget közelében található a kis Brothers-szigetek csoportja. Közülük az Északi Brother-sziget az egyik otthona a ritka tuatara őshűllőnek, a legnagyobb szigeten pedig világítótorony áll.

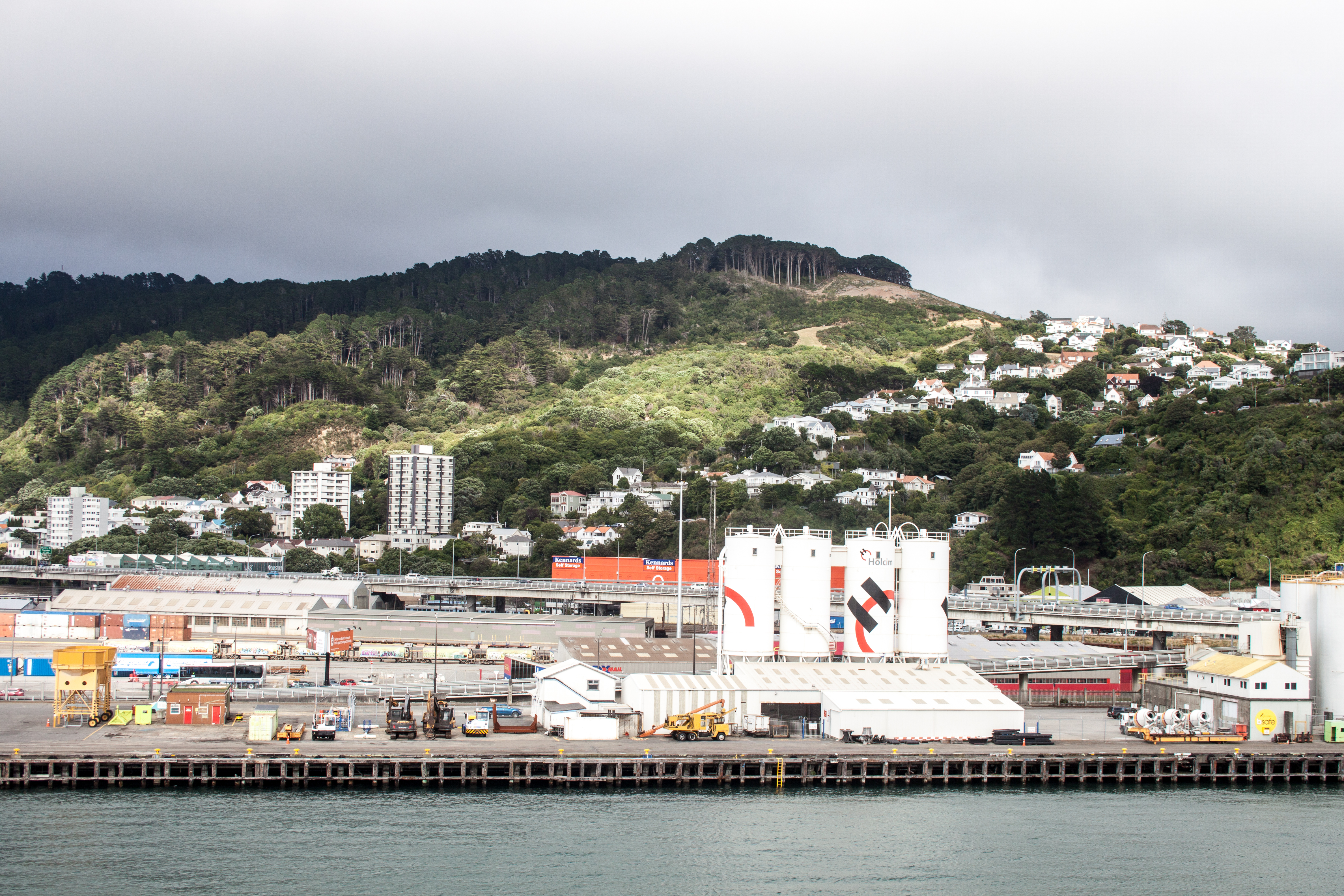
A wellingtoni kikötő egy kompról
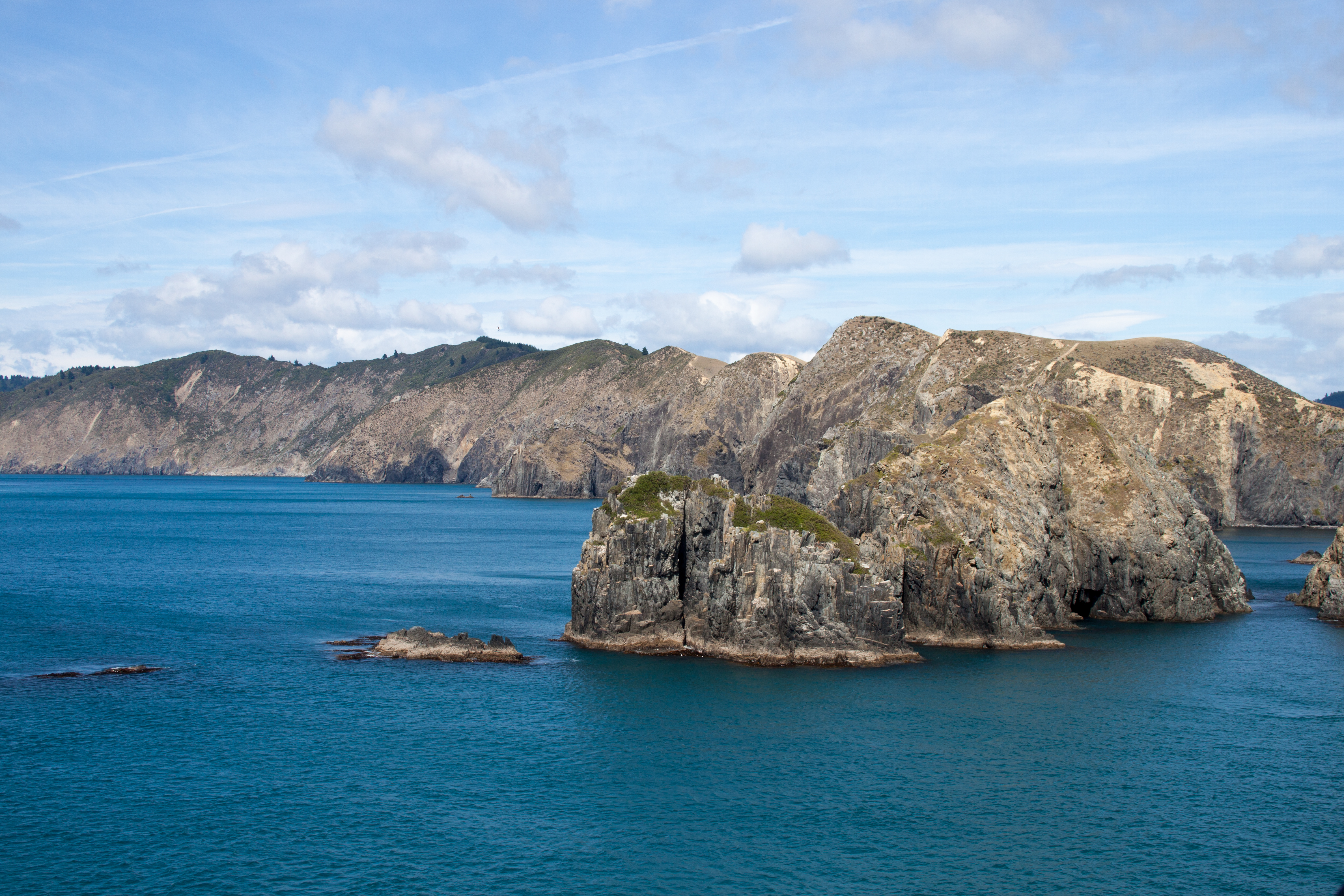
A Déli-sziget sziklás partja
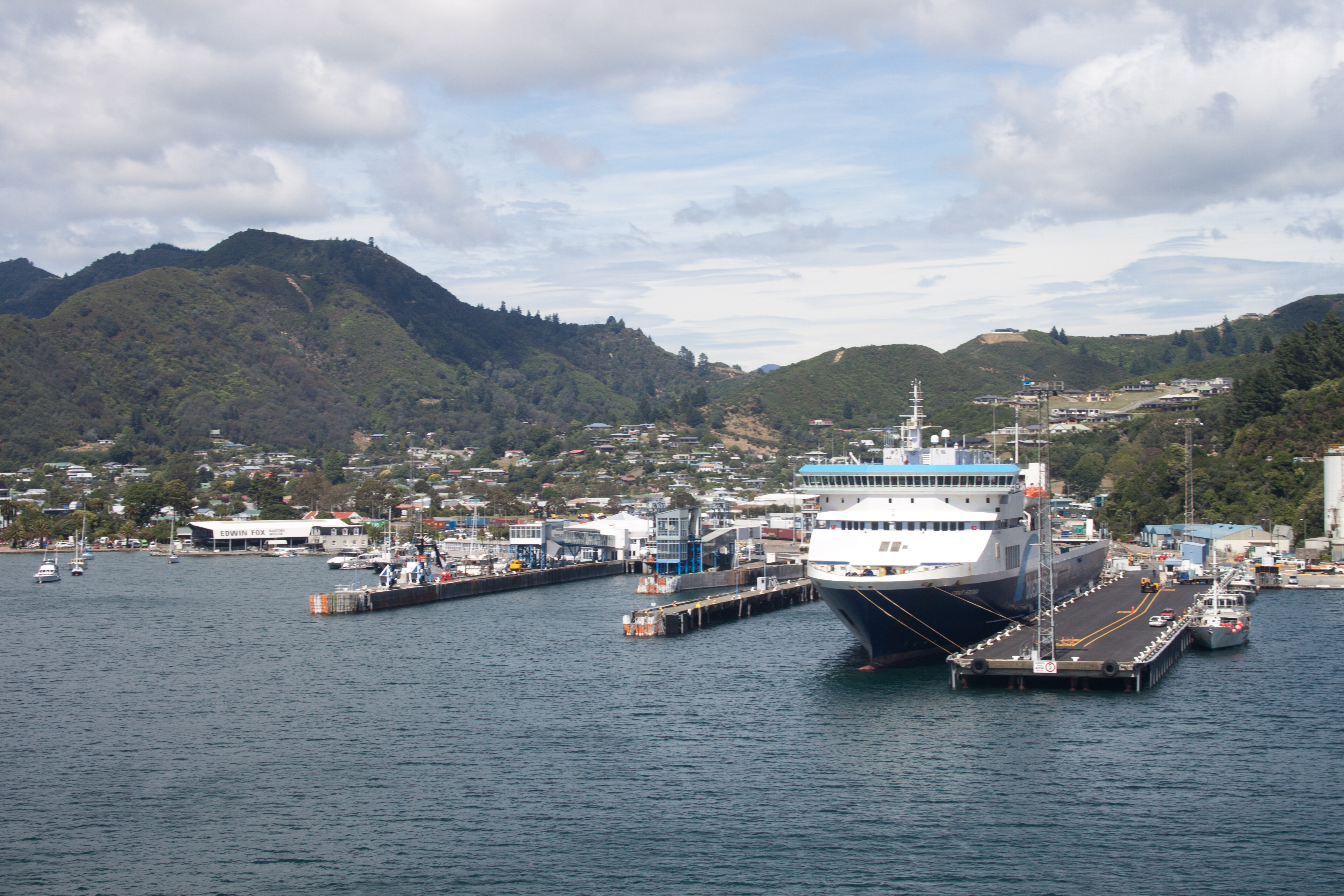
A pictoni kikötő a kompról

## Története
A maorik legendái szerint Kupe, a nagy felfedező kenujával a Te Wheke-a-Muturangi nevű óriás polipot üldözve talált rá a szorosra, és itt ejtette el ezt az állat-szörnyet. A maori szájhagyomány megőrizte egy nő nevét (Hine Poupou), aki állítólag egy delfin segítségével átúszta a szorost.
Az első európai felfedező, Abel Tasman 1642-ben nem ismerte fel, hogy a nyugati oldaláról hatalmas öbölnek látszó tengerrésznek van kijárata kelet felé, ezért azt Zeehaen-öbölnek nevezte el az expedíció egyik hajójáról. 1769-ben James Cook állapította meg, hogy az öböl egy hajózható szorosban folytatódik.
A szoros környékén, a Marlborough Sounds tengeröbleiben a 19. század elejétől európai bálnavadászok telepedtek meg, mivel itt húzódott a bálnák egyik fontos vonulási útja. Az 1820-as évek végétől a bálnavadászat befejezéséig, az 1960-as évek közepéig az Arapawa-sziget volt az itteni bálnavadászat bázisa. Az egykori bálnavadász-állomás épületeiben ma turistaszállások vannak.
Az 1820-as évek törzsi háborúiban Te Rauparaha maori főnök hódította meg a szoros térségét. Az európaiak első állandó települései a térségben, így Wellington és Nelson, 1840-től kezdtek létrejönni. Már 1866-ban lefektették az első távíró-kábeleket a szoroson át.

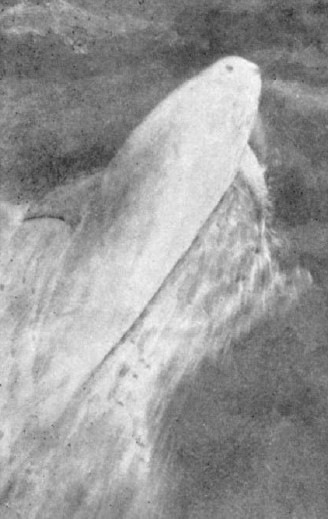
Korabeli felvétel Pelorus Jackről

1888 és 1912 között egy Risso-delfin híressé vált azáltal, hogy a szorosban rendszeresen csatlakozott az arra járó hajókhoz és kísérte azokat, főleg a Wellington és Nelson közötti útvonalon. A hajósok nevezték el Pelorus Jack-nek. Egyszer valaki el is akarta ejteni, ezért 1904-ben törvényben biztosítottak védelmet az állat számára.
A szoros stratégiai pontjain, különösen Wellington környékén a második világháború idején, erődítményeket is emeltek, amelyekből ágyúkkal be tudták lőni a szoros legszűkebb részét. Az országot végül azonban nem érte közvetlen támadás. A szorosban épült az első állandó, korszerű világítótorony, a Pencarrow Head Lighthouse 1859-ben. Kezelője egy korábbi balesetben elhunyt világítótorony-őr felesége,  Mary Jane Bennett lett, aki az első és egyetlen nő volt ebben a foglalkozásban Új-Zélandon. Ezt a világítótornyot 1935-ben vonták ki a szolgálatból, műemlékké nyilvánították. Helyébe a Baring Head Lighthouse lépett.
A szinte állandó viharos szelek és veszélyes áramlatok miatt a hajózás a szorosban mindig rendkívül veszélyes volt és sok áldozatot követelt. (Maria 1851, 26 halott; City of Dunedin 1865, 39 halott; St Vincent 1869-ben, 20 halott; Lastingham 1884, 18 halott; Penguin 1909, 75 halott, és Wahine 1968, 53 halott.)
Először 1920-ban repültek át a szoros felett. 1935-től már megindult a rendszeres légi járat. 1962-re szervezték meg a vasúti kompok közlekedését. 1964-ben fektették le az első elektromos kábeleket a szoroson át. 
A maori hagyományok szerint egy maori nő, Hine Poupou egy delfin segítségével úszta át a szorost. 1831-ből legalább még egy maori hasonló teljesítményének emlékét őrizték meg. Az öblöt európai részről először Barrie Devenport új-zélandi úszó és vízimentő úszta át 1962-ben. 1975-ben követte őt Lynne Cox amerikai távúszó az első nőként.
2013-ban két nagy földrengés rázta meg a szoros környékét, jelentős rombolásokat okozva Seddon kisvárosban, de Wellingtonban is keletkeztek kis és közepes károk.
Az ország két fontos területét elválasztó szoroson keresztül élénk kompforgalom zajlik, két vállalat is napi több átkelő-járatot indít Wellington és a déli-szigeti Picton kikötői között. A 70 kilométeres út körülbelül fele halad a szoros nyílt vizén, a másik fele a déli-szigeti Marlborough Sounds öbleiben vezet.

## Árapály
A Cook-szorosban az árapály különleges viselkedést mutat, mert a szoros két oldalán pontosan ellentétes időben jelentkezik. Amikor a nyugati oldalon dagály van, a keletin apály és fordítva. Ez igen erős, váltakozó irányú áramlatokat okoz, viszont a szoros közepén a vízszint magassága alig változik. E természetes energia kiaknázására 2008-ban kiadták az engedélyeket egy kísérleti árapályerőmű megépítésére.

## Állatvilág
A szorosban gazdag az állatvilág, különösen sok cetféle képviselteti itt magát. Gyakori a (palackorrú delfin, a közönséges delfin, a sötét delfin) és a kardszárnyú delfin. Endemikus faj – csak Új-Zéland körüli vizekben él – a Hector-delfin. A hosszúszárnyú gömbölyűfejű-delfin gyakran vetődik tömegesen a partra a Golden Bay-ben. A szoros a nagy vándorló bálnafélék útvonalába is beleesik, ezért régebben sok bálnavadász telepedett meg itt. Ma már csak rendszeres állatszámlálásokat tartanak a bálnák körében. Különösen gyakori a hosszúszárnyú bálna. Ritkább látogató a déli simabálna, a kék bálna, a tőkebálna és a nagy ámbráscet. Óriáskalmárokat is találnak időnként a partra vetve. Új-zélandi medvefókák nagyobb állománya telepedett meg Wellingtontól délre a tengerparton.
A Cook-szoros jó lehetőségeket nyújt a sporthorgászok számára is. A makrélafélék egy fajtája, a Thunnus alalunga januártól májusig fogható. Gyakori zsákmány a kardhal, az isurus; időnként fekete marlin és fehér cápa is horogra akad.

## Fordítás
- Ez a szócikk részben vagy egészben a Cook Strait című angol Wikipédia-szócikk ezen változatának fordításán alapul.  Az eredeti cikk szerkesztőit annak laptörténete sorolja fel. Ez a jelzés csupán a megfogalmazás eredetét és a szerzői jogokat jelzi, nem szolgál a cikkben szereplő információk forrásmegjelöléseként.